# 于润洋
于润洋（1932年—2015年9月23日），男，辽宁沈阳人，中国音乐学家、音乐教育家，中国音乐家协会理事，中国文艺评论家协会顾问，中央音乐学院原院长、教授。